# Алавити
Алавити (арап. العلويون [al-'Alawiyūn]), такође познати као нусајрити (по имену оснивача; арап. نصيريون [Nuṣayriyūn], тур. Nusayriler), су религијска група, склона мистицизму, која следи доктрине шиитске школе дванаестинаца. Припадници ове религијске групе живе у Сирији, Либану и јужној Турској.
Алавизам је заједничко име за групу исламских религиозних праваца или секти које се, по стручњацима, налазе негде између екстремног шиитизма и засебне религије. Исламски теолог Ибн Тејмија је у својој фатви изнео мишљење да су се алавити отцепили од шиитизма и да су се по својим верским гледиштима и начину вероисповеања удаљили од ислама и постали посебна религија - мешавина ислама, хришћанства и преисламских веровања (џахилија).
Име алавита потиче од имама Алије, рођака и зета пророка Мухамеда, који се сматра првим шиитским имамом и четвртим и последњим праведним калифом сунитског ислама.
Термин нусајрити потиче од имена Абу Шуајба Мухамеда ибн Нусајра (умро 863) који је био близак са последња три имама из линије пророка Мухамеда. Алавити данас сматрају да је за њих битнија веза са имамом Алијем, него са Ибн Нусајром, и стога себе чешће називају алавити.
Сматра се да се алавитска религијска секта зачела међу ученицима једанаестог имама Хасана ал Аскарија, међу којима је био Ибн Нусајр. Ова религијска доктрина се у 11. веку проширила у региону сиријског приобаља и Киликије.
Матерњи језик алавита је арапски.

## Распрострањеност
Алавити традиционално насељавају област Алавитских планина уз медитеранску обалу Сирије. Главни градови у овој регији су Латакија и Тартус. Доста алавита живи у равницама око градова Хама и Хомс, и генерално у свим већим градовима земље. Сматра се да чине око 11% становништва Сирије— што представља око 2,1 милиона људи.
Процењује се да у Либану живи 100.000 до 120.000 алавита
Број алавита у Турској је забележен у попису из 1970. и износио је 185.000. Судећи по томе, данас би их требало бити око 400.000.